# Rygor natychmiastowej wykonalności
Rygor natychmiastowej wykonalności − atrybut nieostatecznej decyzji administracyjnej lub nieprawomocnego orzeczenia sądowego; nadawany, gdy za natychmiastowym wykonaniem takiej decyzji lub orzeczenia przemawia szczególnie ważny interes społeczny.
Zgodnie z art. 333 § 1 kodeksu postępowania cywilnego, sąd może nadać rygor natychmiastowej wykonalności:
1. z urzędu - obowiązkowo, gdy:
1) zasądza alimenty - co do rat płatnych po dniu wniesienia powództwa, a co do rat płatnych przed wniesieniem powództwa za okres nie dłuższy niż za trzy miesiące;
2) zasądza roszczenie uznane przez pozwanego;
3) wyrok uwzględniający powództwo jest zaoczny.
- fakultatywnie - gdy:
1) zasądza należność z wekslu, czeku, warrantu, rewersu, dokumentu urzędowego lub dokumentu prywatnego, którego prawdziwość nie została zaprzeczona
2) uwzględnia powództwo o naruszenie posiadania.
2. na wniosek - gdyby opóźnienie wykonania wyroku, nadającego się do wykonania w drodze egzekucji, uniemożliwiało lub znacznie utrudniało wykonanie wyroku albo narażało powoda na szkodę.
Zgodnie z art. 108 § 1 i 2 kodeksu postępowania administracyjnego decyzji, od której można złożyć odwołanie, może być nadany rygor natychmiastowej wykonalności, gdy jest to niezbędne ze względu na ochronę zdrowia lub życia ludzkiego albo dla zabezpieczenia gospodarstwa narodowego przed ciężkimi stratami bądź też ze względu na inny interes społeczny lub wyjątkowo ważny interes strony. W tym ostatnim przypadku organ administracji publicznej może, wydając postanowienie, zażądać od strony stosownego zabezpieczenia. Rygor natychmiastowej wykonalności można nadać decyzji również po jej wydaniu. Wówczas organ wydaje postanowienie zaskarżalne zażaleniem.